# Pteroceraphron mirabilipennis
Pteroceraphron mirabilipennis är en stekelart som beskrevs av Paul Dessart 1981. Pteroceraphron mirabilipennis ingår i släktet Pteroceraphron och familjen pysslingsteklar. Inga underarter finns listade i Catalogue of Life.